# Championnats du Salvador de cyclisme sur route
Les championnats du Salvador de cyclisme sur route sont les championnats nationaux de cyclisme sur route organisés par la Fédération cycliste de Salvador.

## Hommes

### Podiums de la course en ligne
| Année | Vainqueur                         | Deuxième         | Troisième        |
| ----- | --------------------------------- | ---------------- | ---------------- |
| 1967  | David Miranda                     |                  |                  |
| 1968  | David Miranda                     |                  |                  |
| 2006  | Carlos Ávalos                     | Giovanni Guevara | Manuel Hernández |
| 2007  | Non disputé ou résultats inconnus |                  |                  |
| 2008  | Alberto Guevara                   | Giovanni Guevara | Nelson Hernández |
| 2009  | Reynaldo Murillo                  | Diego Vides      | Manuel Hernández |
| 2010  | Mario Contreras                   | Giovanni Guevara | Miguel Duarte    |
| 2011  | Omar Benítez                      | Jimmy López      | Giovanni Guevara |
| 2012  | Jimmy López                       | Miguel Duarte    | Charlie Quiñónez |
| 2013  | Charlie Quiñónez                  | Jimmy López      | William Soriano  |
| 2014  | Rafael Carías                     | Charlie Quiñónez | Miguel Duarte    |
| 2015  | Francisco de León                 | Dagoberto Joya   | Charlie Quiñónez |
| 2016  | Jeremías Escobar                  | Irvin Huezo      | Charlie Quiñónez |
| 2017  | Dagoberto Joya                    | Giovanni Guevara | Rafael Carías    |
| 2018  | Giovanni Guevara                  | Rafael Carías    | Dagoberto Joya   |
| 2019  | Alfonso Orellana                  | Charlie Quiñónez | Giovanni Guevara |
| 2020  | Dagoberto Joya                    | Jaime Tejada     | Raúl Monroy      |
| 2021  | Carlos Alvergue                   | Dagoberto Joya   | Alfonso Orellana |
| 2022  | Bryan Mendoza                     | Dagoberto Joya   | Raúl Monroy      |
| 2023  | Dagoberto Joya                    | Bryan Mendoza    | Alfonso Orellana |
| 2024  | Brandon Rodríguez                 | Erick Herrera    | Dagoberto Joya   |
| 2025  | Brandon Rodríguez                 |                  |                  |

### Podiums du contre-la-montre
| Année | Vainqueur                         | Deuxième             | Troisième         |
| ----- | --------------------------------- | -------------------- | ----------------- |
| 2006  | Mario Contreras                   | Giovanni Guevara     | Miguel Duarte     |
| 2007  | Non disputé ou résultats inconnus |                      |                   |
| 2008  | Paolo Ferraro                     | Ernesto Guirola      |                   |
| 2009  | Mario Contreras                   | Douglas Hernández    | Reynaldo Murillo  |
| 2010  | Mario Contreras                   | Giovanni Guevara     | Miguel Duarte     |
| 2011  | Omar Benítez                      | Jimmy López          | Giovanni Guevara  |
| 2012  | Jimmy López                       | Edwin Santillana     | William Soriano   |
| 2013  | Jimmy López                       |                      |                   |
| 2014  | Rafael Carías                     | Teodoro Santamaria   | Francisco de León |
| 2015  | Rafael Carías                     | Omar Benítez         | Dagoberto Joya    |
| 2016  | Omar Benítez                      | Rafael Carías        | Dagoberto Joya    |
| 2017  | Dagoberto Joya                    | Giovanni Guevara     | Rafael Carías     |
| 2018  | Giovanni Guevara                  | Dagoberto Joya       | Élmer Vásquez     |
| 2019  | Dagoberto Joya                    | Alfonso Orellana     | Efrain Ortiz      |
| 2020  | Dagoberto Joya                    | Alfonso Efrain Ortiz | Raúl Monroy       |
| 2021  | Raúl Monroy                       | Vladimir Orellana    | Bryan Mendoza     |
| 2022  | Raúl Monroy                       | Gregory Guardado     | Bryan Mendoza     |
| 2023  | Gregory Guardado                  | Alfonso Orellana     | Dagoberto Joya    |
| 2024  | Brandon Rodríguez                 | Erick Herrera        | Jorge Granados    |
| 2025  | Brandon Rodríguez                 | Jorge Romero         | Dagoberto Joya    |

## Femmes

### Podiums de la course en ligne
| Année | Vainqueur      | Deuxième              | Troisième         |
| ----- | -------------- | --------------------- | ----------------- |
| 2006  | Evelyn García  | Ana Larios            | Luna Menendez     |
| 2007  | Evelyn García  | Priscila Ramos        | Michelle Ortiz    |
| 2008  | Roxana Ortiz   |                       |                   |
| 2009  | Evelyn García  | Xenia Estrada         | Nathaly Majano    |
| 2010  | Evelyn García  | Xenia Estrada         | Nathaly Majano    |
| 2011  | Evelyn García  | Xenia Estrada         | Karen Cruz        |
| 2012  | Ana Figuero    | Nathaly Majano        | Xenia Estrada     |
| 2013  | Iris Diaz      |                       |                   |
| 2014  | Xenia Estrada  |                       | Iris Diaz         |
| 2015  | Evelyn García  | Ana Lucrecia Figueroa | Xenia Estrada     |
| 2016  | Xenia Estrada  |                       |                   |
| 2017  | Evelyn García  | Xenia Estrada         | Iris Diaz         |
| 2018  | Adriana Alfaro | Brenda Aparicio       | Alejandra Cardona |
| 2019  | Ana Estrada    | Sauking Shi           | Gabriela Carcamo  |
| 2020  | Iris Diaz      | Madelline Mendoza     | Gabriela Carcamo  |
| 2021  | Iris Diaz      | Karen Umaña           | Xenia Estrada     |
| 2022  |                |                       |                   |
| 2023  |                |                       |                   |
| 2024  | Sauking Shi    | Xenia Estrada         | Iris Bolaños      |

Multi-titrées
- 7 : Evelyn García
- 3 : Iris Díaz
- 2 : Xenia Estrada

### Podiums du contre-la-montre
| Année | Vainqueur      | Deuxième         | Troisième         |
| ----- | -------------- | ---------------- | ----------------- |
| 2006  | Evelyn García  | Ana Larios       |                   |
| 2007  | Evelyn García  | Michelle Ortiz   | Priscila Ramos    |
| 2008  | Roxana Ortiz   | Priscila Ramos   |                   |
| 2009  | Evelyn García  | Michelle Ortiz   | Xenia Estrada     |
| 2010  | Evelyn García  | Xenia Estrada    | Nathaly Majano    |
| 2011  | Evelyn García  | Roxana Ortiz     | Beatriz Quiroz    |
| 2012  | Xenia Estrada  |                  | Nathaly Majano    |
| 2013  | Ana Figuero    | Xenia Estrada    | Karen Cruz        |
| 2014  | Xenia Estrada  |                  |                   |
| 2015  | Evelyn García  | Aida Turcios     | Ana Figuero       |
| 2016  | Ana Figuero    | Roxana Ortiz     | Vanessa Serrano   |
| 2017  | Evelyn García  | Ana Figuero      | Xenia Estrada     |
| 2018  | Roxana Ortiz   | Brenda Aparicio  | Alejandra Cardona |
| 2019  | Xenia Estrada  | Vanessa Serrano  | Sauking Shi       |
| 2020  | Karen Umaña    | Xenia Estrada    | Wendy Paez        |
| 2021  | Karen Umaña    | Gabriela Carcamo | Wendy Paez        |
| 2022  |                |                  |                   |
| 2023  | Saira Martinez | Sauking Shi      | Karen Umaña       |
| 2024  | Sauking Shi    | Xenia Estrada    | Iris Diaz         |

Multi-titrées
- 7 : Evelyn García
- 3 : Xenia Estrada
- 2 : Ana Figuero, Roxana Ortiz, Karen Umaña

## Espoirs Hommes

### Podiums de la course en ligne
| Année | Vainqueur          | Deuxième          | Troisième         |
| ----- | ------------------ | ----------------- | ----------------- |
| 2006  | Christian Portillo |                   |                   |
| 2009  | Omar Benítez       | Francisco de León | Edwin Santillana  |
| 2010  | Résultats inconnus |                   |                   |
| 2011  | Rubén Galán        | Rafael Castro     | Eduardo Avelar    |
| 2012  | Rafael Carías      | Elías León        | Hugo Rivas        |
| 2013  | Rafael Carías      | Edgar Galán       | Carlos Barillas   |
| 2014  | Diego Meléndez     | Cristian Ruiz     | Wílmar Mancía     |
| 2015  | Erick Herrera      | Cristian Ruiz     | Eliu Calderón     |
| 2016  | Jeremías Escobar   | Celso Aguilar     | Joaquín Argueta   |
| 2017  | Bryan Mendoza      | Cristian Ruiz     | Celso Martínez    |
| 2018  | Bryan Mendoza      | José García       | Ismael Zepeda     |
| 2019  | Bryan Mendoza      | Noé Díaz          | Roger Ascencio    |
| 2020  | Bryan Mendoza      | Brandon Rodríguez | Carlos Henríquez  |
| 2021  | Brandon Rodríguez  | Walter Ruiz       | Josué Mendoza     |
| 2022  | Josué Mendoza      | Josué Hurtado     | Fernando Sánchez  |
| 2023  | Brandon Rodríguez  | Josué Hurtado     | Benjamín Martínez |
| 2024  | Josué Hurtado      | Diego Cárcamo     |                   |
| 2025  | Diego Cárcamo      | Josué Hurtado     | Julio Barillas    |

Multi-titrés
- 4 : Bryan Mendoza
- 2 : Brandon Rodríguez, Rafael Carías

### Podiums du contre-la-montre
| Année | Vainqueur          | Deuxième            | Troisième         |
| ----- | ------------------ | ------------------- | ----------------- |
| 2009  | Francisco de León  | Omar Benítez        | Carlos Pérez      |
| 2010  | Sergio Clara       | Eduardo Avelar      | Elias León        |
| 2011  | Sergio Clara       | Edwin Santillana    | Rubén Galán       |
| 2012  | Rubén Galán        | Guillermo Hernández | Elias León        |
| 2013  | Rafael Carías      | Edgar Galán         | Rubén Galán       |
| 2014  | Cristian Ruiz      | Wílmar Mancía       | Ramón Mendoza     |
| 2015  | Cristian Ruiz      | Ramón Mendoza       | Fernando Martínez |
| 2016  | Luis Mario Mendoza | Joaquín Argueta     | Celso Aguilar     |
| 2017  | Cristian Ruiz      | Bryan Mendoza       | Celso Aguilar     |
| 2018  | Bryan Mendoza      | Gustavo Miranda     | Raúl Monroy       |
| 2019  | Bryan Mendoza      | Noé Díaz            | Edwin Caceres     |
| 2020  | Brandon Rodríguez  | Hugo Rivas          | Bryan Mendoza     |
| 2021  | Brandon Rodríguez  | Luciano Venanzi     | José Monroy       |
| 2022  | Fernando Sánchez   | Josué Mendoza       | Luciano Venanzi   |
| 2023  | Brandon Rodríguez  | Josué Hurtado       | Luciano Venanzi   |
| 2024  | Josué Hurtado      | Luciano Venanzi     | Josué Mendoza     |
| 2025  | Diego Cárcamo      | Josué Hurtado       | Julio Barillas    |

Multi-titrés
- 3 : Brandon Rodríguez, Cristian Ruiz
- 2 : Bryan Mendoza , Sergio Clara

## Juniors Hommes

### Podiums de la course en ligne
| Année | Vainqueur         | Deuxième              | Troisième           |
| ----- | ----------------- | --------------------- | ------------------- |
| 2008  | Francisco de León |                       |                     |
| 2009  | Daniel Portillo   | Rafael Marroquín      | Guillermo Hernández |
| 2010  | Rafael Marroquín  | Rubén Galán           | Bryan Rivera        |
| 2011  | Edgar Galán       | Óscar Aparicio        |                     |
| 2012  | Cristian Ruiz     | Edgar Galán           | Wílmar Mancía       |
| 2013  | Diego Serrano     | Daniel Ramírez        | José Reyes          |
| 2014  | Salvador Martínez | Erick Padilla         | Carlos Pérez        |
| 2015  | Bryan Mendoza     | Ismael Zepeda         | José Escobar        |
| 2016  | Bryan Mendoza     | José García           | Ismael Zepeda       |
| 2017  | Erick Hernández   | Jesús Gustavo Herrera | Carlos Salamanca    |
| 2018  | Noé Díaz          | Douglas Guirola       | Mario Abrego        |
| 2019  | Brandon Rodríguez | Douglas Guirola       | Josué Mendoza       |
| 2020  | Fernando Sánchez  | Benjamín Martínez     | Josué Hurtado       |
| 2021  | Benjamín Martínez | Josué Hurtado         | Melvin Menéndez     |
| 2022  | Carlos Granados   | Rodrigo Portillo      | Melvin Menéndez     |
| 2023  | Daniel Orellana   | Diego Cárcamo         |                     |
| 2024  | Daniel Orellana   | Luis Mendoza          |                     |
| 2025  | Daniel Orellana   | Luis Ángel Mendoza    | Carlos Guevara      |

Multi-titrés
- 3 : Daniel Orellana
- 2 : Bryan Mendoza, Daniel Orellana

### Podiums du contre-la-montre
| Année | Vainqueur          | Deuxième              | Troisième          |
| ----- | ------------------ | --------------------- | ------------------ |
| 2008  | Miguel Quintanilla | Francisco de León     |                    |
| 2009  | Sergio Clara       | Rafael Marroquín      | Diego Sandoval     |
| 2010  | Miguel Méndez      | Daniel García         | Roberto Morales    |
| 2011  | Óscar Aparicio     | Edgar Galán           | Douglas Torres     |
| 2012  | Edgar Galán        | Cristian Ruiz         | Wílmar Mancía      |
| 2013  | José Reyes         | Bernardo Ortiz        | Fernando Martínez  |
| 2014  | Salvador Martínez  | Carlos Pérez          | Luis Mario Mendoza |
| 2015  | Ismael Zepeda      | Bryan Mendoza         | Carlos Pérez       |
| 2016  | Bryan Mendoza      | Jovel Retana          | Carlos Salamanca   |
| 2017  | Carlos Salamanca   | Jesús Gustavo Herrera | Erick Hernández    |
| 2018  | Douglas Guirola    | Noé Díaz              | Mario Ábrego       |
| 2019  | Douglas Guirola    | Brandon Rodríguez     | Oliver Guzmán      |
| 2020  | Fernando Sánchez   | Benjamín Martínez     | Michael Santos     |
| 2021  | Fernando Sánchez   | Josué Hurtado         | Benjamín Martínez  |
| 2022  | Melvin Meléndez    | Carlos Granados       | Rodrigo Portillo   |
| 2023  | Daniel Orellana    |                       |                    |
| 2024  | Daniel Orellana    | Luis Mendoza          |                    |
| 2025  | Daniel Orellana    | Luis Mendoza          |                    |

Multi-titrés
- 3 : Daniel Orellana
- 2 : Douglas Guirola, Fernando Sánchez

## Juniors Femmes

### Podiums de la course en ligne
| Année | Vainqueur        | Deuxième       | Troisième       |
| ----- | ---------------- | -------------- | --------------- |
| 2017  | Gabriela Cárcamo |                |                 |
| 2018  | Gabriela Cárcamo | Sofía Bárcenas | Andrea Martínez |

Multi-titrées
- 2 : Gabriela Cárcamo

### Podiums du contre-la-montre
| Année | Vainqueur        | Deuxième       | Troisième    |
| ----- | ---------------- | -------------- | ------------ |
| 2017  | Gabriela Cárcamo | Sofía Bárcenas |              |
| 2018  | Gabriela Cárcamo | Sofía Bárcenas | Andrea Quant |

Multi-titrées
- 2 : Gabriela Cárcamo

## Cadets Hommes

### Podiums de la course en ligne
| Année | Vainqueur        | Deuxième          | Troisième      |
| ----- | ---------------- | ----------------- | -------------- |
| 2008  | Rafael Marroquín |                   |                |
| 2009  | Elías León       | Gustavo Sandoval  | Carlos Lainez  |
| 2013  | Bryan Mendoza    | Ismael Zepeda     | José Sambrano  |
| 2016  | Briant Magaña    |                   |                |
| 2018  | Fernando Sánchez | Benjamín Martínez | Josué Martínez |

### Podiums du contre-la-montre
| Année | Vainqueur         | Deuxième      | Troisième     |
| ----- | ----------------- | ------------- | ------------- |
| 2012  | Edgar Galán       | Cristian Ruiz | Wílmar Mancía |
| 2013  | Salvador Martínez | Cristian Ruiz | Félix Sánchez |
| 2018  | Fernando Sánchez  | Josué Hurtado | José García   |

## Cadettes Femmes

### Podiums de la course en ligne
| Année | Vainqueur         | Deuxième     | Troisième    |
| ----- | ----------------- | ------------ | ------------ |
| 2018  | Gabriela Martínez | Paola Melara | Iris Linares |

### Podiums du contre-la-montre
| Année | Vainqueur         | Deuxième         | Troisième    |
| ----- | ----------------- | ---------------- | ------------ |
| 2018  | Verónica Martínez | Gabriela Martíne | Paola Melara |